# لاتسی (شهر)
لاتسی (به لاتین: Lhatse) یک شهرک در جمهوری خلق چین است که در Lhatse County واقع شده‌است.